# Рајко Убипарип
Рајко Убипарип (Јасенови Потоци, 24. септембар 1963) је бивши министар привреде, енергетике и рударства Републике Српске и некадашњи генерални директор Рафинерије уља из Модриче.

## Биографија
Рођен је 1963. године у Јасеновим Потоцима у мркоњићкој општини. Основну школу је завршио у Бараћима, а Економску школу је завршио у Шипову. Дипломирао је на Економском факултету Универзитета у Бањој Луци 1987, на којем је и магистрирао 1998. године. Докторску тезу под насловом „Организационе претпоставке имплементирања система квалитета“ је одбранио на Економском факултету у Крагујевцу 2004. године. Објавио је неколицину стручних радова и публикација из области система управљања квалитетом и маркетинга.
Од 29. новембра 2006. до 11. априла 2008. је био министар у Влади Републике Српске, до подношења оставке на ту функцију. Такође је једно вријеме био генерални директор Рафинерије уља Модрича.
Ожењен је и има двоје дјеце.